# أمانة منطقة تبوك
أمانة منطقة تبوك هي الجهة المسؤولة عن تقديم الخدمات العامة للمواطنين في المنطقة، وتنفيذ وتشغيل وصيانة الحدائق العامة والتشجير والتجميل بالمدينة، والمحافظة على سلامة وحماية البيئة عن طريق النظافة العامة ومراقبة المواد الغذائية والقيام بأعمال الوقاية الصحية، تنظيم وإدارة المسالخ.

## مهام
من مهام الأمانة التطويرية:
- المشاركة في تنظيم وتوصية الشئون الثقافية والترفيه بالمدينة والعمل على توفير الراحة والهدوء والسلامة لسكان المدينة.
- اقتراح السياسات العامة في مجال تخطيط المدينة والمساحة وتنفيذ المخططات ورخص البناء وتسمية وترقيم الأحياء والشوارع والميادين والإشراف على تقنيتها وتنفيذها ومتابعة تطبيقها.
- إجراء الدراسات وإعداد التصاميم للمشروعات والتنفيذ المباشر للمشروعات الموكلة لها، والإشراف على تنفيذ المشاريع التي يعهد بتنفيذها إلى شركات أو جهات أخرى.
- تشغيل وصيانة المرافق البلدية وممتلكات الأمانة الثابتة والمنقولة بما يضمن سلامتها واستمرارية كفاءة أدائها.
- تنظيم وإدارة شئون وقضايا الأراضي وممتلكات الأمانة وإجراءات وسجلات المنح وفحص الملكيات ونزع الملكية وحصر الممتلكات واستثمارها وحفظ معلومات متكاملة عنها.

## إدارات الأمانة
- إدارة الاتصالات الإدارية[3]
- الإدارة القانونية[3]
- إدارة الأراضي والممتلكات[3]
- قسم الحاسب الآلي[3]
- إدارة الاستثمارات[3]
- قسم الرخص الفنية[3]
- إدارة التخطيط[3]
- قسم المساحة[3]
- إدارة العلاقات العامة[3]
- مركز المعلومات[3]
- إدارة المتابعة[3]
- وكالة البلديات والمجمعات القروية[3]
- إدارة الشئون الإدارية والمالية[3]
- وكالة التعمير والمشاريع[3]
- الإدارة العامة لصحة البيئة[3]
- وكالة الخدمات[3]